# Rab
Rabは、Rasスーパーファミリー低分子量Gタンパク質の一部を構成するタンパク質ファミリーである。これまでに、ヒトでは約70種類のRabが同定されている。一般的に、Rabタンパク質はGTPアーゼフォールドを持ち、6本のβシートとそれに隣接した5本のαヘリックスから構成される。RabファミリーのGTPアーゼは、小胞形成、アクチンやチューブリンのネットワークに沿った小胞の移動、膜融合など膜輸送の多くの段階を調節する。これらの過程は、細胞表面タンパク質がゴルジ体から細胞膜へ輸送され、そしてリサイクルされるルートを構成している。細胞表面タンパク質のリサイクリングは、トランスフェリン受容体のように他のタンパク質や物質を細胞内に運ぶ機能を持つタンパク質を細胞表面へ戻したり、細胞表面に位置する特定のタンパク質分子の数を調節するための手段となっている。

## 機能

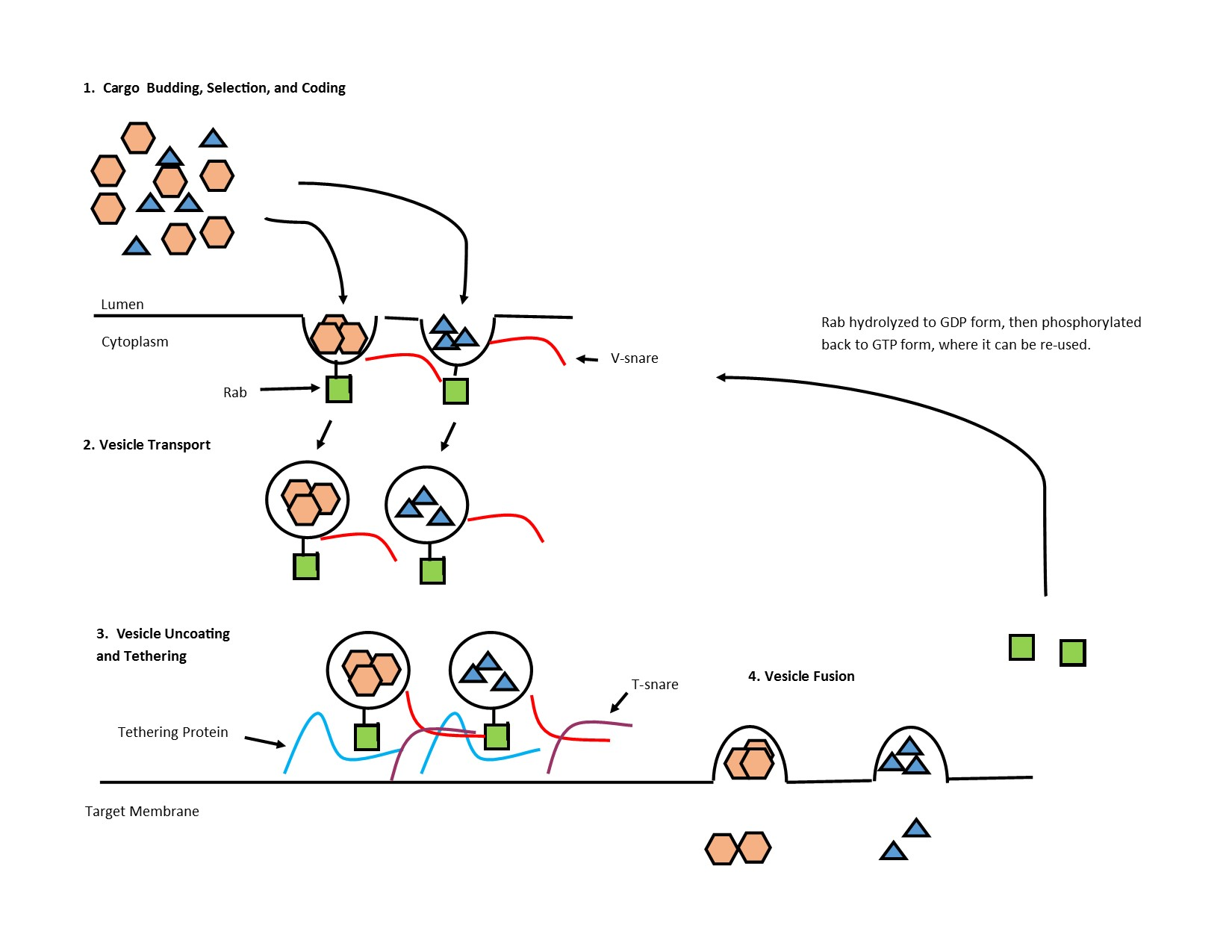
小胞輸送の四段階

Rabタンパク質は表在性膜タンパク質であり、アミノ酸に共有結合した脂質基を介して膜に固定されている。具体的には、RabはC末端の2つのシステイン残基に付加されたプレニル基を介して固定されている。新たに合成されプレニル化されたRabの疎水的で不溶性のプレニル基にはRabエスコートタンパク質（Rab escort protein、REP）が結合し、細胞質を経て目的地となる膜へ輸送される。その後、Rabのプレニル基は膜へ挿入され、小胞または細胞膜の細胞質側に固定される。Rabタンパク質は柔軟なC末端領域を介して膜へ固定されているため、「ひもでつながれた風船」のような状態となっていると考えられる。
Rabは、不活性状態であるGDP結合型、活性化状態であるGTP結合型の2つのコンフォメーションをとる。GDP結合型からGTP結合型への変換はグアニンヌクレオチド交換因子（GEF）によって触媒され、その結果Rabは活性化される。Rab結合GTPの自発的な加水分解はGTPアーゼ活性化タンパク質（GAP）によって促進され、その結果Rabは不活性化される。REPが輸送するのはGDP結合型のRabだけであり、一方Rabのエフェクターが結合するのはGTP結合型である。Rabのエフェクターは非常に多様であり、Rabのアイソフォームそれぞれに対して多数のエフェクターが存在する。Rabはこれらを介して複数の機能を果たす。エフェクターのRabタンパク質への特異的結合はRabタンパク質の効率的な機能を可能にし、Rabの不活性状態へのコンフォメーション変化によってエフェクターはRabから解離する。
エフェクタータンパク質には次に挙げる4つの機能のいずれかを担っている。 
1. 積み荷の選別、出芽、被覆
2. 小胞輸送
3. 小胞の脱外皮と固定
4. 小胞の融合[4]

膜と融合しエフェクターが解離した後、Rabは元の膜へとリサイクルされる。GDP解離抑制因子（GDI）は不活性なGDP結合型Rabのプレニル基に結合し、GDPからGTPへの交換（Rabの再活性化）を阻害し、Rabを元の膜へと輸送する。

## 臨床的意義
Rabタンパク質とその機能はオルガネラが適切に機能するために必要不可欠であり、そのためRabタンパク質サイクルに何らかの変化が生じると疾患状態が引き起こされる。

### コロイデレミア
コロイデレミアは、Rabエスコートタンパク質REP-1をコードするCHM遺伝子の機能喪失変異によって引き起こされる。REP-1とREP-2（REP-1様タンパク質）はどちらもRabタンパク質のプレニル化と輸送を補助する。RAB27のプレニル化はREP-1に選択的に依存していることが知られており、コロイデレミアの根本原因となっている可能性がある。

### 知的障害
GDI1遺伝子の変異は、X連鎖型の非特異的知的障害の原因となることが示されている。マウスで行われた研究では、Gdi1遺伝子の欠失のキャリアで短期記憶の形成と社会的相互作用パターンの顕著な異常が示されている。Gdi1に欠失を有するマウスで観察された社会的行動パターンが、同じ欠失を有するヒトで観察されるパターンと類似していることは特筆すべきことである。Gdi1遺伝子の喪失はRab4やRab5の蓄積をもたらし、その機能を阻害することが変異マウスの脳抽出物を用いた研究から示されている。

### がん
Rabの過剰発現と発がんが顕著に関係していることが前立腺がんなどで示されている。Rabタンパク質の機能不全は多くの機構によってがんを引き起こすことが示されている。いくつか例を挙げると、RAB1とRAB1Aの発現の上昇は腫瘍の成長を促進し、予後が悪いことが多い。RAB23の過剰発現は胃がんと関連している。Rabタンパク質の機能不全はがんの直接的な原因となるだけでなく、既に存在する腫瘍のプログレッションとも関係しており、その悪性化に寄与する。

### パーキンソン病
RAB39Bの変異はX連鎖型知的障害、そして稀なタイプのパーキンソン病とも関連している。

## Rabタンパク質の種類
これまで、ヒトでは約70種類のRabが同定されている。これらは主に小胞輸送に関与している。小胞のアイデンティティや輸送ルートを定義するためのラベルとなっていることを考えると、その複雑さを理解できるであろう。括弧内はモデル生物である出芽酵母Saccharomyces cerevisiaeやコウジカビAspergillus nidulansで対応するタンパク質の名称である。
| 名称                 | 細胞内局在や機能                                                 |
| -------------------- | ---------------------------------------------------------------- |
| RAB1 (Ypt1, RabO)    | ゴルジ体                                                         |
| RAB2A                | 小胞体、シスゴルジ網                                             |
| RAB2B                |                                                                  |
| RAB3A                | 分泌小胞、シナプス小胞                                           |
| RAB4A                | リサイクリングエンドソーム                                       |
| RAB4B                |                                                                  |
| RAB5A                | クラスリン被覆小胞、細胞膜                                       |
| RAB5C (Vps21, RabB)  | 初期エンドソーム                                                 |
| RAB6A (Ypt6, RabC)   | ゴルジ体、トランスゴルジ網                                       |
| RAB6B                |                                                                  |
| RAB6C                |                                                                  |
| RAB6D                |                                                                  |
| RAB7A (Ypt7, RabS)   | 後期エンドソーム、液胞                                           |
| RAB8A                | 側底側の分泌小胞                                                 |
| RAB8B                |                                                                  |
| RAB9A                | 後期エンドソーム、トランスゴルジ網                               |
| RAB9B                |                                                                  |
| RAB11A (Ypt31, RabE) | リサイクリングエンドソーム、ポストゴルジ小胞のエキソサイトーシス |
| RAB14                | 初期エンドソーム                                                 |
| RAB18                | 脂肪滴、ゴルジ体、小胞体                                         |
| RAB25                | 小規模輸送、腫瘍発生のプロモーション                             |
| RAB29                | トランスゴルジ網へのLRRK2のリクルート                            |
| RAB39A               | インフラマソーム中のカスパーゼ-1への結合                         |

### その他のRabタンパク質
- RAB13（英語版）
- RAB17（英語版）
- RAB23（英語版）
- RAB27（英語版）
- RABIF（英語版）